# Sidi Borja
Sidi Borja (àrab سيدي بورجا) és una comuna rural de la província de Taroudant de la regió de Souss-Massa. Segons el cens de 2014 tenia una població total de 10.000 persones.